# Justiční čekatel
Justiční čekatel byl v České republice právník, absolvent právnické fakulty, který se praxí u soudu připravoval na vykonání odborné justiční zkoušky, aby se poté mohl stát soudcem. Od roku 2022 je nahrazen justičním kandidátem. 

## Historie
V období Rakouska i první republiky byl jeho obdobou auskultant, později se používalo obecné označení právní čekatel. Jako právní čekatel se ale později začal označovat pouze čekatel státního zastupitelství a po roce 1970 se objevilo specifické pojmenování justiční čekatel jen pro čekatele soudcovského místa. Právní úprava justičních čekatelů byla poté postupně upravena v zákonech č. 36/1964 Sb., 335/1991 Sb. a 6/2002 Sb. Podrobnější pravidla byla obsažena v instrukcích Ministerstva spravedlnosti z roku 1992 č. 125 a z roku 1997 č. 314, pak ve vyhlášce č. 303/2002 Sb.
Po zvýšení minimálního věku soudce z 25 na 30 let však institut justičního čekatele pro tříletou přípravnou službu ještě před složením odborné justiční zkoušky přestal být téměř využíván a na volná soudcovská místa se začala pořádat výběrová řízení. Ministerstvo spravedlnosti proto v roce 2011 představilo záměr, podle nějž měl být tento institut zcela zrušen a nahrazen justičním kandidátem, právníkem s minimálně pětiletou praxí, který by vzešel z konkurzu na volné místo soudce a který by byl jmenován soudcem až po šestiměsíční stáži u soudu. Ten ale tehdy nebyl realizován, naopak praxe se u některých krajských soudů, např. pražského nebo ostravského, vrátila k justičním čekatelům, jejichž výběr a přípravná služba byla od roku 2018 nově rozvedena ve vyhlášce č. 382/2017 Sb. U ostatních krajských soudů naopak zůstala výběrová řízení na kandidáty na funkci soudce. Sjednocení praxe výběru nových soudců přišlo až s novelou zákona o soudech a soudcích z roku 2021 a navazující vyhláškou č. 516/2021 Sb.

## Výběrové řízení
Justičním čekatelem se mohl stát jen ten, kdo splňoval tyto předpoklady:
- státní občanství České republiky,
- plná svéprávnost,
- bezúhonnost a
- české vysokoškolské magisterské vzdělání v oblasti práva.

Zájemce o přijetí do přípravné služby justičních čekatelů musel podle vyhlášky č. 382/2017 Sb. nejdříve projít vstupním písemným testem, v němž se ověřily základní odborné znalosti uchazeče a který organizovala Justiční akademie, a být také zaregistrován do centrální evidence u ministerstva spravedlnosti. Vlastní výběrové řízení vyhlašoval předseda krajského soudu po projednání s ministerstvem spravedlnosti podle očekávané potřeby obsazení volných míst v obvodu daného krajského soudu a zahrnovalo další písemný test (místo tohoto testu bylo možné jako nutné kritérium stanovit určitý počet bodů ze vstupního testu) a pohovor před komisí příslušného krajského soudu, v němž se celkově zhodnotily předpoklady pro výkon přípravné služby justičního čekatele. Podle jejího návrhu pak předseda krajského soudu definitivně rozhodl o přijetí či nepřijetí uchazeče do přípravné služby justičního čekatele.

## Přípravná služba
Účelem přípravné služby justičního čekatele bylo ho odborně připravit pro výkon funkce soudce. Vykonávala se v pracovním poměru u krajského soudu a sjednávala se na dobu určitou v trvání 40 měsíců. Samotná přípravná služba ale trvala tři roky, a vykonávala se u okresního soudu nebo u krajského soudu jako soudu prvního stupně, kde byl justiční čekatel zpravidla přidělen k jednomu soudci. Justiční čekatel složil při nástupu do práce do rukou předsedy krajského soudu tento slib: „Slibuji na svou čest a svědomí, že se budu řídit právním řádem České republiky, že se budu svědomitě připravovat na výkon funkce soudce a že si osvojím zásady soudcovské etiky.“
Přípravná služba se řídila plánem přípravné služby, který stanovil konkrétní program přípravy justičního čekatele k odborné justiční zkoušce. Seznámení se s jednotlivými soudními agendami bylo zajištěno tím, že ho předseda soudu, u kterého byl justiční čekatel zrovna umístěn, postupně zařazoval do jednotlivých soudních oddělení. Během přípravné služby měl justiční čekatel povinnost řídit se pokyny předsedy soudu a určeného školitele, plnit jimi uložené úkoly, účastnit se výchovně vzdělávacích akcí a doplňovat si samostudiem své odborné znalosti.
Součástí přípravné služby byly nejdříve Justiční akademií zajišťované adaptační kurzy, které seznámily justičního čekatele s jejím vlastním průběhem a poté v jejím průběhu i další semináře, přednášky, soustředění a cvičení. Nejdůležitějším odborným a pedagogickým článkem přípravné služby justičního čekatele byl školitel, což byl zkušený soudce, jmenovaný za tímto účelem předsedou soudu, který měl justičního čekatele nejen odborně vést, ale vštěpovat mu i zásady profesní etiky. Přípravnou službu pak celkově koordinoval poradní sbor, jako poradní orgán předsedy krajského soudu složený ze soudců působících v obvodu tohoto krajského soudu, který především pravidelně vypracovával návrh hodnocení justičního čekatele. Po skončení přípravné služby pak vypracoval návrh jeho závěrečného hodnocení, který se přiložil k žádosti justičního čekatele o povolení vykonat justiční zkoušku.
Do doby přípravné služby justičního čekatele se započítávala doba výkonu funkce soudce Ústavního soudu, asistenta soudce, státního zástupce, právního čekatele, asistenta státního zástupce, praxe advokáta, advokátního koncipienta, notáře, notářského kandidáta, notářského koncipienta, soudního exekutora, exekutorského kandidáta, exekutorského koncipienta, asistenta Veřejného ochránce práv a samostatná legislativní činnost zaměstnance ministerstva spravedlnosti s vysokoškolským magisterským vzděláním v oblasti práva. Ministerstvo spravedlnosti na žádost započetlo i dobu, maximálně však dvou let, jiné právnické činnosti, jestliže za jejího trvání byly získány zkušenosti potřebné pro výkon funkce soudce.

## Po složení odborné justiční zkoušky
Jestliže chtěl být justiční čekatel s odbornou justiční zkouškou jmenován soudcem, měl (avšak jen podle instrukce Ministerstva spravedlnosti z roku 2017) ještě projít výběrovým řízením na pozici kandidáta na funkci soudce, které pro určité obvody krajských soudů organizovala Justiční akademie. To zahrnovalo písemnou část ve formě případové studie zaměřené na ustálenou judikaturu v uchazečem zvolené oblasti práva, psychologicko-diagnostické vyšetření pro posouzení osobnostní způsobilosti, prováděné ministerstvem vybranými odbornými psychologickými pracovišti, a ústní část před komisí Ministerstva spravedlnosti. S úspěšným justičním čekatelem mohl předseda daného soudu uzavřít pracovní smlouvu na dobu neurčitou (s jinými uchazeči měly být uzavírány smlouvy jako s vyšším soudním úředníkem) a po dvou letech přípravy, jejíž součástí byla i stáž u krajského, příp. okresního soudu, mohl projít závěrečnou fází v podobě simulovaného soudního jednání. Byla-li hodnocena justiční komisí krajského soudu kladně, mohl být poté navržen ke jmenování soudcem.

### Právní úprava
- Zákon č. 6/2002 Sb., o soudech a soudcích
- Vyhláška Ministerstva spravedlnosti č. 382/2017 Sb., o výběru, přijímání a přípravné službě justičních čekatelů a o odborné justiční zkoušce